# Schmiedbach (Kocher)
Der Schmiedbach ist ein auf dem Hauptstrang knapp 5 km langer Bach im nordöstlichen Baden-Württemberg, der beim Weiler Obermünkheim der Gemeinde Untermünkheim im Landkreis Schwäbisch Hall von links und Westen in den Kocher mündet. Er entsteht aus dem Zusammenfluss seiner Quelläste Mühlbach und Asbach.

## Geographie

### Verlauf
Der Schmiedbach sammelt einige Bachläufe, die am Ostabhang der südlichen Waldenburger Berge westlich der Schlinge der Bahnstrecke Crailsheim–Heilbronn um Gailenkirchen herum oder östlich von dieser in deren unmittelbaren Vorland entspringen. Der Oberlauf mit zugleich mündungsfernstem Ursprung und größtem Einzugsgebiet ist der linke Quellast des Gailenkirchener Dorfbachs Mühlbach, der im Waldzipfel Knock an der Lauerhalde auf etwa 407 m ü. NN entsteht und nach südwestlichem Lauf bei Erreichen des Ortsrands mit seinem rechten Ast zusammenfließt, welcher bei etwas weniger Länge ein paar Meter höher an der südlichen Orthalde seinen Anfang nimmt. Der vereinte Bach durchquert dann den Dorfkern ostsüdöstlich und beginnt dort, erstmals wieder nach den Hangklingen seiner Anfänge, eine merkliche Talmulde auszubilden. Nach Verlassen des dörflichen Weichbildes erreicht er das Anwesen Gipsmühle, dort läuft ihm der rechte Quellast Asbach zu, der selbst im Vorlandbereich der Berge und umgeben von neueren Gebäuden Gailenkirchens entsteht, jedoch den längeren Gliemeshaldenbach aufnimmt, der in fast gleicher Höhe wie die Mühlbach-Quellen am südlicheren Hang Gliemeshalde entsteht.
Der Bach heißt nach dem Zusammenfluss an der Gipsmühle Schmiedbach und läuft ab nun ostwärts. Bald fließt er unter der Talbrücke der Haller Westumgehung durch und tritt hier auf die Gemeindegemarkung von Untermünkheim über. An einem sehr kurzen Nebentalzulauf liegt links auf dem abwärtigen Mündungssporn Schloßberg der Weiler Suhlburg mit der gleichnamigen abgegangenen Burg. Kurz danach erreicht er den Westrand des Weilers Obermünkheim, hier mündet von rechts der längste Zufluss Grundbach, der mitsamt seinen zwei hohen Zuflüssen den Gailenkirchener Weiler Wackershofen und das daran anschließende Hohenloher Freilandmuseum entwässert. Nach diesem letzten Zulauf durchquert der Bach noch Obermünkheim und mündet dann nach etwa 4,9 km Gesamtlauf auf 258,4 m ü. NN von links und Westen in den Kocher, kurz vor dessen Wendung nach Ostnordosten beim Hauptort Untermünkheim.

### Einzugsgebiet
Der Schmiedbach entwässert ein Gebiet von 9,9 km² Größe am morphologisch sehr ausgeprägten Ostabfall der Waldenburger Berge zwischen Hebsack/Altem Hau im Norden und dem Wartwald im Süden sowie einen diesem vorgelagerten Teil der Haller Ebene nach Osten zum Kocher an dessen Knie bei Ober-/Untermünkheim. In längster Ausdehnung West-Ost vom Trauf im Alten Hau – nahebei liegt der höchste Punkt des Einzugsgebietes auf 513,4 m ü. NN an der Wasserscheide – bis zur Mündung auf 258,4 m ü. NN ist es 4,4 km lang, quer dazu misst es an der breitesten Stelle 3,4 km.
Die größeren Zuflüsse liegen alle rechts des Hauptstranges, weswegen auch der größere Teil des Einzugsgebietes rechtsseitig liegt und der jenseits der nördlichen Wasserscheide fast parallel zu diesem ostwärts laufende Wittighausener Sperbersbach nirgends auch nur 1,5 km von diesem entfernt ist; der Sperbersbach entwässert über den kurzen Untermünkheimer Unterlauf des nächsten Kocher-Zuflusses Dobelbach. Vor der östlichen Wasserscheide liegt so dicht der Kocher selbst, dass diesem nirgends ein linker Seitenbach zuläuft.
Jenseits der südlichen Wasserscheide zieht der Gottwollshausener Schleifbach ebenfalls östlich zum Kocher. Hinter der westlichen Wasserscheide am Trauf des Keuperberglands entwässern deren linke Nebenbäche vom Arzbach bis hinauf nach N zum Altenhaubächle nach Osten zur Bibers, die sehr viel weiter südlich in den Kocher mündet. Die morphologisch sehr auffällige Wasserscheide zur Bibers zwischen dem Sporn des Wartwaldes westlich von Gottwollshausen und dem Alten Hau hält meist eine Höhe von um die 500 m ü. NN. Nur im Abschnitt zwischen dem Nordwestende der Gliemeshalde und der südlichen Orthalde im Westen von Gailenkirchen senkt sie sich bis fast auf 455 m ü. NN; hier hat der sehr nahe westlich der Scheide beginnende Bibers-Zulauf Böllbach den oberen Trauf flächenhaft erodiert.

### Zuflusssystem
Hierarchische Liste der Quellbäche, Zuflüsse und  Seen jeweils eingerückt unter dem Vorfluter und vom Ursprung zur Mündung. Gewässerlängen in der Regel nach LUBW-FG10 (Datensatzeinträge), Einzugsgebiete entsprechend nach LUBW-GEZG, Seeflächen nach LUBW-SG10, Höhenangaben nach dem Höhenlinienbild auf dem Geodatenviewer. Andere Quellen für die Angaben sind vermerkt.
Zusammenfluss des Schmiedbachs etwa 0,7 km ostsüdöstlich der Ortsmitte des Schwäbisch Haller Dorfes Gailenkirchen an der Gipsmühle auf 319,5 m ü. NN aus linkem Mühlbach und rechtem Asbach. 49° 8′ 40″ N, 9° 42′ 2″ O Der Bach fließt dann mit nur leichten Schwankungen östlich.
- Mühlbach, linker Oberlauf, 2,306 km ab der Quelle im Knock und ca. 2,75 km².[7] Entsteht aus zwei Oberläufen, die am nordwestlichen Ortsrand von Ortsrand von Gailenkirchen auf etwa 340 m ü. NN zusammenlaufen. 49° 8′ 52″ N, 9° 41′ 25″ O
  - Linker Oberlauf des Mühlbachs, 1,391 km. Entspringt etwa 1,2 km nordwestlich der Ortsmitte des Schwäbisch Haller Dorfes Gailenkirchen im Waldzipfel Knock an der Lauerhalde auf etwa 407 m ü. NN. 49° 9′ 12″ N, 9° 40′ 39″ O Der Bach tritt gleich in die Flur und läuft dann südöstlich auf das Dorf zu.
    - Unterquert die Bahnstrecke Crailsheim–Heilbronn auf deren Abschnitt zwischen Schwäbisch Hall und Württemberg an ihrer Kurve nach Osten.
    - Unbeständig wasserführender Graben aus dem Norden, von links in den Wiesen vor dem Ortsrand auf etwa 349 m ü. NN, ca. 0,38 km.[8] Entsteht nahe der Bahnlinie auf etwa 354 m ü. NN. Danach Südlauf.

  - Rechter Oberlauf des Mühlbachs, 1,278 km. Entspringt an der südlichen Orthalde auf etwa 411 m ü. NN. 49° 8′ 56″ N, 9° 40′ 34″ O Ostsüdöstlicher Lauf mit Durchführung unter der Bahnlinie.
  - Hagenbach, von links nach durchquertem Ort und vor der Gipsmühle auf etwa 327 m ü. NN, 0,893 km. Entsteht im Norden in den Rotäckern auf etwa 357 m ü. NN.
    -  Speist zwei Fischteiche am linken Ufer auf etwas unter 340 m ü. NN, zusammen ca. 0,81 ha.[8]
- Asbach, rechter Oberlauf, 1,089 km und ca. 1,30 km².[7] Entspringt einer Quelle nahe der Straße In den Breitwiesen auf etwa 332 m ü. NN 49° 8′ 39″ N, 9° 41′ 17″ O und passiert den südlichen Ortsrand Gailenkirchens. Frühestens ab hier heißt der Bach Schmiedbach.
  -  Speist einen Teich am linken Ufer noch über 330 m ü. NN, 0,0684 ha.
  - Gliemeshaldenbach, von rechts an der Ausfallstraße nach Schwäbisch Hall auf etwa 326 m ü. NN, 1,527 km. 49° 8′ 33″ N, 9° 41′ 30″ O Der Asbach selbst ist hier erst 0,391 km lang. Entsteht im Westen an der Gliemeshalde auf etwa 399 m ü. NN 49° 8′ 24″ N, 9° 40′ 35″ O und quert ebenfalls die Bahnlinie.
- Wird an der Grundhalde von der Talbrücke der Haller Westumgehung überspannt. Unmittelbar vor dieser mündet von links die trockene Tiefe Klinge, die sich etwa 0,5 km lang im Terrain nach Norden verfolgen lässt. Hier tritt der Schmiedbach auch ins Gemeindegebiet von Untermünkheim über.
- Zieht unter den Resten der Suhlburg und dem Weiler gleichen Namens über dem linken Hang vorbei.
- Grundbach, von rechts am Ortsanfang von Obermünkheim auf knapp 270 m ü. NN, 2,914 km und ca. 3,71 km².[7] 49° 8′ 40″ N, 9° 43′ 24″ O Entsteht vor dem Bergfuß etwa 0,1 km südwestlich des Gailenkirchener Gliemenhofs auf etwa 341 m ü. NN. 49° 8′ 22″ N, 9° 41′ 31″ O
  - Museumsbach, von rechts zwischen Museumsparkplatz und der Straße nach Schwäbisch Hall auf etwa 337 m ü. NN, 0,943 km. Der Grundbach selbst ist am Zufluss erst 0,377 km lang. Entsteht in einer kleinen Klinge neben der höchstgelegenen Gebäudegruppe des Hohenloher Freilandmuseums Wackershofen auf etwa 375 m ü. NN. 49° 7′ 56″ N, 9° 41′ 27″ O Der Museumsbach läuft überwiegend offen durchs Museumsgelände, wo er im unteren Bereich einen Enten- und Gänseteich speist. Im Oberlauf, wo einige Korbweiden am Ufer stehen und er an einer translozierten Mahl- und Sägemühle vorbeizieht, ist er sommers oft trocken. Unterquert, ab dem Eingang verdolt, die Bahnlinie.
  - Krautgartenbach, von rechts nördlich des Haller Weilers Wackershofen auf etwa 327 m ü. NN, 0,841 km. Entsteht südlich des Weilers auf etwa 352 m ü. NN, durchläuft ihn und quert dann die Bahn.
  - Tiefer Brunnen[9], von rechts kurz vor der Nordkehre des Grundbachs an den Brunnenäckern auf etwa 313 m ü. NN, 0,693 km. Entsteht nahe der Bahnlinie auf etwa 340 m ü. NN.
  -  Speist einen Fischteich am rechten Ufer, ca. 0,1 ha.[8]
- Zieht längs der Suhlburger Straße durch Obermünkheim.

Mündung des Schmiedbachs etwa 100 m östlich des Weilers Obermünkheim der Gemeinde Untermünkheim auf 258,4 m ü. NN von links und Westen in den Kocher. 49° 8′ 46″ N, 9° 43′ 53″ O Der Bach ist hier ab dem Zusammenfluss von Mühlbach und Asbach 2,606 km², ab der mündungsfernsten Quelle des Mühlbachs im Knock 4,912 km lang, er hat ein 9,929 km² großes Einzugsgebiet.

### Kommunen und Ortschaften
am Lauf mit ihren Zugehörigkeiten. Nur die Namen tiefster Schachtelungsstufe bezeichnen Siedlungsanrainer.
- Landkreis Schwäbisch Hall
  - Stadt Schwäbisch Hall
    - Gailenkirchen (Dorf, beidseits des Mühlbachs, weit überwiegend links des Asbachs)
    - Gliemenhof (Gehöft, mit Abstand rechts des Asbachs)
    - Gipsmühle (Einzelhaus, links des Mühlbachs am Zusammenfluss mit dem Asbach)

  - Gemeinde Untermünkheim
    - Suhlburg (Weiler, auf linkem Hang)
    - Obermünkheim (Weiler)

Von Zuflüssen der Unterlauf-Nebenbaches Grundbach durchquert werden das in den namengebenden Gailenkirchener Weiler übergehende Hohenloher Freilandmuseum Wackershofen (Museumsbach) und Wackershofen selbst (Krautgartenbach).
Im Einzugsgebiet liegt außer den genannten noch der Gailenkirchener Wohnplatz Frühlingsberg, der am unteren Hang eines Ostsporn der Waldenburger Berge noch über dem Asbach-Ursprung steht.
Nordwestlich von Gailenkirchen gehört ein sehr kleiner Schnipsel des Bergwaldes im Alten Hau zur Gemarkung der Stadt Waldenburg im Hohenlohekreis, entwässert aber gerade noch zum Schmiedbach.

## Geologie
Beide Mühlbach-Äste beginnen im Oberen Gipskeuper (Grabfeld-Formation), Museumsbach und Krautgartenbach im tieferen Gipskeuper, der Asbach und die kleineren Zuflüsse erst im Lettenkeuper (Erfurt-Formation). Ungefähr am Zusammenfluss der Schmiedbach-Quelläste setzt im Tal der Obere Muschelkalk ein, der Mittlere erst sehr nahe an der Mündung.
Das Einzugsgebiet zeigt außer im Westen eine recht regelmäßige West-Ost-Zonierung. Die flachen Höhenlagen von Wartwald im Südwesten und Altem Hau im Nordwesten liegen im Kieselsandstein (Hassberge-Formation), vor denen das Gelände steil in den Unteren Bunten Mergeln (Steigerwald-Formation) abfällt; dazwischen im mittleren und merklich tieferen Teil der westlichen Wasserscheide liegt ebenfalls flächenhaft Schilfsandstein (Stuttgart-Formation), der ostwärts vor Wartwald und Altem Hau nur schmale Bänder am Hang bildet. 
Weiter abwärts nach Osten zu setzt dann der Gipskeuper ein, der nach unruhigem Hügelabfall unten am Bergfuß flach ausläuft; an der Bahnlinie, die um Gailenkirchen eine Schlinge nach Westen zieht, liegen in dessen unteren Teil Grundgipsinseln. Die Grenze zum Lettenkeuper (Erfurt-Formation) läuft vom Westrand Wackershofens nordwärts durch Gailenkirchen.
Der Muschelkalk tritt an den Hängen oberhalb des Tals erstmals bei Suhlburg auf, auf der rechten Bachseite auf weiter Fläche zwischen dem unteren Grundbach und dem im Osten laufenden Kocher. Das Terrain mutet hier zwischen den Ritter- und den Brunnenäckern wie eine alte südwestlichen Kocherschlinge an: eine breite Talmulde im zulaufenden Zweig ohne Wasserlauf, der ihre Größe erklären könnte und ein kleiner anliegenden Umlaufhügel, auf dessen anderer Seite der eingetiefte Schmiedbach den ablaufenden Zweig nutzt. 
Talfüllungen setzen in der Regel erst an der Grenze Gipskeuper/Lettenkeuper ein. Die geologische Karte zeigt in Obermünkheim zur Mündung hin einen Schwemmfächer, der jedoch im Terrain der unverbauten Kocheraue nicht erkennbar war. In der Ebene östlich von Gailenkirchen liegen auf einigen Hügelhöhen Inseln aus quartärem Lösssediment. Auf dem linken Unterlaufhang läuft etwa von Suhlburg eine vermutete Störung in Richtung Ostnordost, die Hochscholle liegt auf der Schmiedbach-Seite.

## Landschaft und Schutzgebiete
Von den 9,9 km² des Einzugsgebietes sind etwa 1,9 km² waldbestandene Hänge am Rande der Waldenburger Berge im Westen. An den insgesamt rund 0,5 km² Siedlungsflächen hat das Dorf Gailenkirchen den größten Anteil. Das restliche Offenland teilt sich, mit etwas Übergewicht des ersten, in Grünland, das vor allem um Gailenkirchen und in den Tallagen weite Flächen einnimmt, und in Ackerland.

### Schutzgebiete
Der Teil des Einzugsgebietes im Westen und Norden der Bahnstrecke Crailsheim–Heilbronn gehört zum Naturpark Schwäbisch-Fränkischer Wald. Das offene Terrain hier am Westtrauf der Waldenburger Berge ist Teil eines gleichnamigen FFH-Gebietes, ein weiteres mit dem Namen Kochertal Schwäbisch Hall – Künzelsau erstreckt sich von dessen Ostrand her über den unteren Grundbach ins untere Schmiedbach-Tal vom westlichen Ortsrand Obermünkheims bis zur Gemeindegrenze zu Schwäbisch Hall.
Naturdenkmäler darin sind eine Winterlinde in Obermünkheim nahe am Lauf und eine weitere am alten Gailenkirchener Bahnhof. In Suhlburg hat eine Eiche diesen Status.
Unter Biotopschutz stehen außer großen Teilen der Bachläufe etliche Feldgehölze und Gehölzgalerien längs der den Einzugsbereich des Schmiedbachs querenden Bahnlinie. In dessen Osten, schon nahe dem Kochertal, wo zu wärmeren Zeiten Wein angebaut wurde, gibt es auch Steinriegel.

## Aussichtspunkte
Guten Ausblick über das Schmiedbach-Einzugsgebiet bietet vor allem in der vegetationsarmen Zeit immer wieder der sehr dicht am Hangtrauf verlaufende Wanderweg von Schwäbisch Hall nach Waldenburg im Bereich des Wartwaldes östlich von Michelfeld-Rinnen; ein kleiner Bergsporn mit Rastplatz wird freigehalten und bietet ganzjährig Überblick. Von dieser Seite aus bleiben jedoch die Quellhänge selbst im toten Winkel. Der untere Tallauf und der steil aufsteigende Hang der Waldenburger Berge ist vom Schwäbisch Haller Weiler Erlach über dem Gegenhang zur Mündung gut zu sehen.